# Cratere Dercennus
Dercennus è un cratere sulla superficie di Dione.